# Bulbophyllum aspersum
Bulbophyllum aspersum là một loài phong lan thuộc chi Bulbophyllum.